# Nyctibatrachus dattatreyaensis
Espèce
Statut de conservation UICN

 CR B1ab(iii) : 
En danger critique
Nyctibatrachus dattatreyaensis est une espèce d'amphibien de la famille des Nyctibatrachidae.

## Répartition
Cette espèce est endémique du district de Chikmagalur dans l'État du Karnataka en Inde,.

## Description
Nyctibatrachus dattatreyaensis mesure jusqu'à 41 mm.

## Étymologie
Son nom d'espèce, composé de dattatreya et du suffixe latin -ensis, « qui vit dans, qui habite », lui a été donné en référence au lieu de sa découverte, Dattatreya Peeta, dans le Bhadra Wildlife Sanctuary, une aire protégée d'Inde dans le district de Chikmagalur.

## Publication originale
- Dinesh, Radhakrishnan & Bhatta, 2008 : A new species of Nyctibatrachus Boulenger (Amphibia : Anura : Nyctibatrachidae) from the surroundings of Bhadra Wildlife Sanctuary, Western Ghats, India. Zootaxa, no 1914, p. 45-56.